# Onuka (альбом)
Onuka — перший студійний альбом українського гурту ONUKA, який було презентовано 17 жовтня в київському закладі «Sentrum». До нього ввійшли десять пісень англійською та українською мовами. Основою альбому став мініальбом Look, що вийшов навесні того ж року. Диск наповнений традиційними українськими звуковими мотивами, які виконують на сопілці, бандурі та трембіті — усе це гармонійно поєднано з електронним аранжуванням. Одразу після виходу альбом посів перше місце в хіт-параді українських продажів на «iTunes». Альбом було випущено на компакт-диску 15 жовтня 2014 року під лейблом «Enjoy!», а 15 квітня 2015 — на грамофонній платівці. 2016 року його перевидано на компакт-диску під лейблом «Vidlik».

## Список пісень
| Onuka – компакт-диск | Onuka – компакт-диск | Onuka – компакт-диск |
| #                    | Назва                | Тривалість           |
| -------------------- | -------------------- | -------------------- |
| 1.                   | «Intro»              | 2:26                 |
| 2.                   | «Around Me»          | 3:46                 |
| 3.                   | «When I Met U»       | 4:08                 |
| 4.                   | «Look»               | 3:37                 |
| 5.                   | «Zavtra»             | 4:48                 |
| 6.                   | «Noone»              | 4:16                 |
| 7.                   | «Untitled»           | 4:50                 |
| 8.                   | «Misto»              | 5:23                 |
| 9.                   | «Time»               | 5:42                 |
| 10.                  | «Ua»                 | 4:36                 |
| 43:32                |                      |                      |

| Onuka – грамофонна платівка | Onuka – грамофонна платівка | Onuka – грамофонна платівка |
| #                           | Назва                       | Тривалість                  |
| --------------------------- | --------------------------- | --------------------------- |
| 1.                          | «intro» (A)                 | 2:26                        |
| 2.                          | «aroundme» (A)              | 3:46                        |
| 3.                          | «whenimetu» (A)             | 4:08                        |
| 4.                          | «misto» (A)                 | 5:23                        |
| 5.                          | «time» (A)                  | 5:42                        |
| 6.                          | «noone» (B)                 | 4:16                        |
| 7.                          | «look» (B)                  | 3:37                        |
| 8.                          | «untitled» (B)              | 4:50                        |
| 9.                          | «zavtra» (B)                | 4:48                        |
| 10.                         | «ua» (B)                    | 4:36                        |
| 43:32                       |                             |                             |

## Історія релізу
| Регіон  | Дата           | Формат                            | Поширювач      |
| ------- | -------------- | --------------------------------- | -------------- |
| Україна | 15 травня 2014 | Цифрова дистрибуція, компакт-диск | Enjoy! Records |
| Україна | 15 квітня 2015 | Грамофонна платівка               | Enjoy! Records |
| Україна | 2016           | Компакт-диск                      | Vidlik Records |